# هويت ويلهلم
هويت ويلهلم (بالإنجليزية: Hoyt Wilhelm) هو لاعب كرة قاعدة أمريكي، ولد في 26 يوليو 1922 في هانترسفيل في الولايات المتحدة، وتوفي في 23 أغسطس 2002 في ساراسوتا في الولايات المتحدة.

## وصلات خارجية
- هويت ويلهلم على موقع دوري كرة القاعدة الرئيسي (الإنجليزية)
- هويت ويلهلم على موقعبيزبول رفرنس.كوم (الدوري الرئيسي) (الإنجليزية)
- هويت ويلهلم على موقعبيزبول رفرنس.كوم (الدوري الثانوي) (الإنجليزية)
- هويت ويلهلم على موقع مشجعي الرسوم البيانية (الإنجليزية)
- هويت ويلهلم على موقع قاعة مشاهير كرة القاعدة (الإنجليزية)
- هويت ويلهلم على موقع قاعة كارولاينا الشمالية للمشاهير الرياضية (الإنجليزية)
- هويت ويلهلم على موقع الموسوعة البريطانية (الإنجليزية)
- هويت ويلهلم على موقع إن إن دي بي (الإنجليزية)